# Tuttosport
Tuttosport (Todo Deporte) es un periódico deportivo italiano fundado el 30 de julio de 1945 por Renato Casalbore con una edición bisemanal, convirtiéndose en trisemanal al siguiente año y a diario el 12 de marzo de 1951. 
Es de carácter nacional, tiene la sede en Turín y redacciones en Roma, Milán y Génova. 
Tiene un total de 28 a 32 páginas.
Anualmente otorga el Premio Golden Boy al mejor jugador europeo menor de 21 años.

## Dirección
Su director actual es Paolo De Paola. 
Lista de anteriores directores:
- Giancarlo Padovan
- Antonio Ghirelli
- Piero Dardanello
- Xavier Jacobelli
- Giglio Panza
- Pier Cesare Baretti
- Gianni Minà
- Gianpaolo Ormezzano